# Big K.R.I.T.
Big K.R.I.T., właściwie Justin Scott (ur. 26 sierpnia 1986 w Meridian, Missisipi) – amerykański raper i producent muzyczny. Pseudonim artystyczny jest skrótem od wyrazów King Remembered In Time.

## Życiorys
Karierę muzyczną rozpoczął w 2005 roku. Jej okres nie jest znany.
W maju 2010 roku wydał mixtape K.R.I.T. Wuz Here, który zdobył uznanie krytyków. Niecały roku później, w marcu 2011 roku ukazał się kolejny mixtape Return of 4Eva. Był wyprodukowany przez samego Scotta. Gościnnie wystąpili na nim między innymi David Banner, Chamillionaire, Ludacris czy Bun B. Tak jak przy poprzedniej produkcji, krytycy równie dobrze ocenili kompozycję. William E. Ketchum III z portalu internetowego hiphopdx.com ocenił mixtape bardzo wysoko, określając go jako free album (z ang. darmowy album), czyli solowy album całkowicie za darmo.
1 lipca 2011 roku raper ogłosił swój debiutancki solowy album pt. Live from the Underground. Planowana premiera miała odbyć się 27 września 2011. Jednak nie nastąpiła, i została przeniesiona na 5 czerwca 2012 r. Pierwszym singlem był utwór „Money On the Floor”; wydany 24 października 2011. Kolejnym została piosenka „I Got This”, która ukazała się 20 marca 2012. Teledysk do tego singla był realizowany kilka tygodni później, 10 kwietnia. Natomiast pełny klip ukazał się 7 maja 2012 r. Sprzedaż płyty w pierwszym tygodniu wyniosła 41 000 egzemplarzy.

## Dyskografia

### Albumy studyjne
- Live from the Underground (2012)
- Cadillactica (2014)
- 4eva Is A Mighty Long Time (2017)
- Krit Iz Here (2019)

### Single
Curren$y – Jet Life Ft. Wiz Khalifa (18 wrz 2012)
- Energy (2019)
- Addiction Ft. Saweetie & Lil Wayne (2019)

### Minialbumy
- R4 The Prequel (2011)
- 4eva N a Day (Road Less Traveled Edition) (2012)